# Gabriel Rodrigues dos Santos
Gabriel Rodrigues dos Santos (São Paulo, Brasil, 5 de junio de 1981) es un futbolista brasileño. Juega de lateral derecho y actualmente es jugador libre.

## Clubes
| Club          | País   | Año         |
| ------------- | ------ | ----------- |
| São Paulo FC  | Brasil | 2001 - 2005 |
| Fluminense    | Brasil | 2005        |
| Málaga CF     | España | 2006        |
| Cruzeiro      | Brasil | 2006 - 2007 |
| Fluminense    | Brasil | 2007 - 2008 |
| Panathinaikos | Grecia | 2008 - 2010 |
| Grêmio        | Brasil | 2010-       |

- Datos: Q1370869